# Бузова Пасківка
Бу́зова Па́сківка —  село в Україні, у Терешківській сільській громаді Полтавського району Полтавської області. Населення становить 146 осіб. До 2017 орган місцевого самоврядування — Микільська сільська рада.

## Географія
Село Бузова Пасківка знаходиться за 4 км від правого берега річки Тагамлик, за 1,5 км від села Курилехівка, за 18 км від міста Полтава. Поруч проходять автомобільна дорога Т 1712 та залізниця Полтава-Південна-Лозова,  зупинний пункт Пашківка за 1 км, а також зупинний пункт 18 км за 600 м.

## Історія
- Назва села Бузова Пасківка, походить від назв хуторів Пасків і Бузкове, Полтавського повіту, Полтавської губернії у XVIII-IXX ст., які географічно розташовувались на цій території. Ймовірно у 1835 році ці хутори були об'єднані в одне село.

- 12 червня 2020 року, відповідно до розпорядження Кабінету Міністрів України № 721-р «Про визначення адміністративних центрів та затвердження територій територіальних громад Полтавської області», село увійшло до складу Терешківської сільської громади[1].
- 19 липня 2020 року, в результаті адміністративно - територіальної реформи та ліквідації Полтавського району(1925-2020), село увійшло до складу новоутвореного Полтавського району[2].

## Населення

### Мова
Розподіл населення за рідною мовою за даними перепису 2001 року:
| Мова       | Кількість | Відсоток |
| ---------- | --------- | -------- |
| українська | 83        | 100%     |